# Tūt Shāmī
Tūt Shāmī (persiska: توت شامی) är en ort i Iran.   Den ligger i provinsen Kermanshah, i den västra delen av landet, 500 km väster om huvudstaden Teheran. Tūt Shāmī ligger 1 568 meter över havet och antalet invånare är 318.
Terrängen runt Tūt Shāmī är kuperad. Runt Tūt Shāmī är det ganska tätbefolkat, med 60 invånare per kvadratkilometer. Närmaste större samhälle är Gahvāreh, 7,8 km öster om Tūt Shāmī. Omgivningarna runt Tūt Shāmī är i huvudsak ett öppet busklandskap.